# Leptogaster stichosoma
Leptogaster stichosoma là một loài ruồi trong họ Asilidae. Leptogaster stichosoma được Janssens miêu tả năm 1957. Loài này phân bố ở vùng nhiệt đới châu Phi.